# Хортон, Мэри Энн
Мэри Энн Хортон (англ. Mary Ann Horton; имя при рождении Марк Р. Хортон англ. Mark R. Horton; род. 21 ноября 1955 года; Ричленд, штат Вашингтон, США) — программист и транс-активистка, пионер Юзнета и Интернета. Хортон внесла вклад в развитие BSD, включая работу над созданием редактора vi и базы данных terminfo, также создала программу для прикрепления электронных писем uuencode и способствовала росту Юзнета в 1980-х годах.

## Образование
Марк Хортон родился в Ричленде, штат Вашингтон, и вырос на северо-западном побережье Тихого океана. Увлекшись программированием в 1970 году, Хортон переехал в округ Сан-Диего в 1971 году и быстро влюбился в Калифорнию. В 1973 году он окончил школу Сан-Диегито, в 1976 окончил бакалавриат (BSCS) в Университете Южной Калифорнии, в 1978 году получил степень магистра (MSCS) в Висконсинском университете в Мадисоне и перешёл в Калифорнийский университет в Беркли, получив там степень Ph.D в области информатики в 1981 году.
В Висконсине Хортон познакомился с UNIX, создав улучшенный текстовый редактор для UNIX под названием hed. В Беркли он участвовал в разработке BSD, включая разработку текстового редактора vi, uuencode, w, load averages, termcap, и curses. Предметом его диссертации было создание нового типа синтаксически ориентированного редактора с текстовым интерфейсом. Впоследствии эта технология использовалась для создания CASE.
В 1980 году Хортон перенёс систему новостей A News из Usenet в Беркли. В оригинальную утилиту uucp из Usenet он добавил поддержку Berknet и ARPANET, а также добавил шлюз между несколькими популярными списками рассылок ARPANET и группами новостей юзнета «fa». В 1981 году студент Мэтт Гликман обратился к Хортону с просьбой о проекте на весенние каникулы, в результате они совместно разработали и внедрили B News.

## UNIX и Интернет
В 1981 году Хортон стал членом Bell Labs в Колумбусе, штат Огайо. В Bell Labs он представил части UNIX Беркли для UNIX System V, включая vi и curses; в рамках работы над curses он разработал terminfo на замену termcap (большая часть этой работы поставляется как часть SVR2). В 1987 году он присоединился к вычислительному центру Bell Labs, чтобы обеспечить официальную поддержку Usenet и электронной почты в Bell Labs.
Хортон продолжал поддерживать Юзнет до 1988 года. За это время он способствовал быстрому его росту, организуя новостные ленты для новых сайтов. Каждый сайт соглашался быть фидом для двух новых сайтов по мере необходимости. Эта политика способствовала распространению Юзнета на более чем 5000 сайтов к 1987 году.
Юзнет начинался с нескольких сообщений в день, но объем быстро рос, и в итоге это стало проблемой. Хортон добавил модерируемые группы новостей, отличающиеся именами, начинающимися с «mod» или содержащие «announce», и модерировал первую такую группу новостей: news.announce.important. Только модератор мог публиковать сообщения в группу, все остальные сообщения автоматически отправлялись модератору на утверждение. В конечном итоге программное обеспечение B News было усовершенствовано, чтобы позволить модерировать любую группу новостей с любым именем.
Юзнет использовал электронную почту для ответов, требуя, чтобы ссылки Юзнета могли бы использоваться для электронной почты. Вначале все сообщения Юзнета и UUCP использовали в качестве адресов электронной почты «Bang path», например unc!research!ucbvax!mark. Хортон руководил этим процессом электронной почты, включая использование шлюза ARPANET/UUCP, используя маршрутизируемые адреса электронной почты, такие как cbosgd!mark@berkeley. Эти адреса были сложными, запутанными, а иногда и неоднозначными. Когда в 1983 году были впервые созданы интернет-домены, Хортон отстаивал их использование, опубликовав статью «Что такое домен?».
В январе 1984 года Хортон привлёк группу добровольцев для создания проекта UUCP Mapping Project. Проект разделил мир на географические регионы. Волонтёр для каждого региона вел карту подключения региона UUCP и регулярно публиковал её в группе новостей comp.mail.maps. На каждом сайте работала программа pathalias Стива Белловина и Питера Ханимана (англ. Peter Honeyman) для создания на этой карте локально оптимизированной базы данных маршрутизации электронной почты. Хортон работал с Крисом Сейвальдом (англ. Chris Seiwald) и Ларри Отоном (англ. Larry Auton) над созданием программы smail, используя эту базу данных для маршрутизации электронной почты, используя адреса электронной почты, такие как mark@cbosgd.UUCP.
В середине 1980-х годов существовали следующие верхнеуровневые домены: .ARPA, .UUCP, .CSNET и .BITNET, представляющих четыре основные почтовые сети. В январе 1986 года Хортон представлял UUCP на совещании по организации этих сетей. Также там были Дэн Оберст, представляющий BITNET, Крэйг Партридж, представляющий CSNET, и Кен Харренштейн, который организовал встречу от имени ARPANET. Харренштейн убедил остальных поддержать создание шести функциональных доменов верхнего уровня COM, EDU, ORG, NET, GOV и MIL. Каждой сети было разрешено регистрировать домены в COM, EDU, ORG и NET. Эта группа регистраторов была предшественником реестра доменных имен ICANN.
Хортон внедрил часть реестра UUCP, реорганизовав Проект UUCP в «Зону UUCP». Вместе с Тимом Томпсоном Хортон зарегистрировал 150 организаций, с официально разрешенными доменами .COM и .EDU. mark@stargate.com стал валидным адресом электронной почты UUCP, даже если сообщение было доставлено через UUCP с использованием модема.
В 1987 году Хортон объявил о своей трансгендерности и сменил имя на Мэри Энн Хортон.
Зона UUCP присоединилась к проекту Stargate Лорена Вайнштейна, который создал пилотный проект для передачи Юзнета по спутниковому телевидению, чтобы сформировать Stargate Information Systems. Первым зарегистрированным доменом был stargate.com, вторым был домен работодателя Хортон att.com. Домен att.com подключался к Интернету с помощью модемов до 1990 года, когда Хортон реализовала архитектуру брандмауэра Билла Чесвика для создания первого TCP/IP-соединения AT&T с брандмауэром.
Книга Хортон «Portable C Software» стала популярным справочником по программированию на языке C. В ней были изложены функции и методы программирования, которые можно надежно использовать во многих различных типах компьютерных систем, а также то, какие методы были неприемлемы.
В 1992 году Хортон создала внутренний почтовый пакет для Bell Labs под названием EMS (Electronic Messaging System). Этот пакет интегрировал существующую почтовую систему на основе UUCP с каталогом белых страниц AT&T "POST" и миром доменной электронной почты. Она создала и возглавила службу поддержки электронной почты для Bell Labs. Эта система поддерживает множество форматов адресации электронной почты, включая те, которые динамически запрашивают каталог POST:
- Handle: mark@att.com
- Full name: Mark. R.Horton@att.com
- Broadcast to a building: loc=oh0012/all=yes@att.com
- Complex query: all technical managers and directors in Columbus: loc=oh0012/tl=tmgr/tl=dir/all=yes@att.com

В 2000 году Хортон присоединилась к Avaya, где она стала старшим менеджером корпоративной электронной почты и каталога Avaya. В 2002 году Хортон присоединилась к команде по внедрению UNIX в Bank One, которая была куплена холдингом JPMorgan Chase в 2004 году. В конце концов осуществив мечту всей жизни, Хортон переехала из Колумбуса в Сан-Диего в 2007 году, присоединившись к команде Transmission Grid Operations team в Sempra Energy.

## Правозащитная деятельность
В 1989 году Хортон основала первую группу поддержки транссексуалов в Колумбусе, Crystal Club. В 1997 году она присоединилась к EQUAL, группе ЛГБТ-сотрудников Lucent и поняла, как важно быть открытой на работе имея поддержку в качестве политики недискриминации. В то время ни одна крупная компания не включала трансгендеров в свою политику недискриминации. Хортон попросила включить трансгендеров в политику Lucent и порекомендовала формулировку «гендерная идентичность, характеристики или выражение». В результате, Lucent стала первой крупной компанией, которая в 1997 году включила трансгендеров в свою политику недискриминации.
В то время Хортон считался трансвеститом, представляясь иногда как Марк, а иногда как Мэри Энн. После того, как Lucent изменили свои правила, Хортон работала в Lucent главным образом как Марк, но иногда как Мэри Энн. Она была первым известным кроссдрессером, успешно работавшим как женщина в большой компании. Несмотря на разногласия по поводу способности корпоративной Америки иметь дело с кроссдрессером, работающим неполный рабочий день, опыт Хортон на рабочем месте был положительным.
Хортон выступала за добавление трансгендерного языка и в политики других компаний, поддержав его добавление в Apple, Xerox, Chase, а затем в Bank One и Sempra Energy. Термин «характеристики» предназначался для обозначения интерсексов, но был удален после обсуждений с интерсекс-активистами, которые заявили, что «гендерное выражение» наилучшим образом включает их потребности. Сегодня язык "гендерной идентичности или выражения" является наилучшей практикой для защиты трансгендерных работников от дискриминации.
Хортон была одним из первых транссексуалов, сыгравших роль транссексуала на телевидении. Она появилась в роли Авроры, бизнесвумен, в рекламном ролике для Stonewall Columbus под названием «Зал заседаний» в июне 2003 года.
Хортон была удостоена награды «Новатор» от Out & Equal Workplace Advocates в октябре 2001 года за работу в Lucent и Avaya. После этого она сделала трансгендерный переход, начав представляться всегда как Мэри Энн. В течение следующих нескольких лет она предприняла соответствующие медицинские шаги и по закону сменила имя на Мэри Энн Хортон, а свой документальный  пол на женский.
В 1990-х годах большинство полисов медицинского страхования работодателей отказывали в покрытии операций по коррекции пола. Хортон выступила за включение этих медицинских услуг в страховые полисы от работодателей. Она подтвердила то, что Lucent покрыл её расходы на коррекцию пола в 2000 году и отстаивала включение баллов за такие действия компании в Индекс корпоративного равенства Кампании по правам человека, который был создан в 2005 году.
В 2002 году Хортон собрала данные по 13 из 15 главных хирургов США по операциям по коррекции пола для определения частоты, внутренней распространенности и средней стоимости операций, связанных с коррекцией пола. Эти данные, представленные на ежегодном саммите Out & Equal Workplace, показали, что стоимость покрытия THB, которое ранее считалось очень высоким, на самом деле очень низкая, менее 40 центов на одного жителя США в год. Эти данные, в сочетании с баллами CEI HRC, привели к увеличению охвата этих политик крупными работодателями.

## Наши дни
Хортон в настоящее время проживает в Пауэе, штат Калифорния.
Она ушла из Sempra Energy находясь на должности главного программиста/аналитика EMS. (В данном случае EMS означает Систему управления энергопотреблением, систему управления SCADA.)
Хортон также является консультантом по вопросам трансгендерных рабочих мест и по технологиям UNIX и Internet. Она владеет компанией Red Ace Technology Solutions, предоставляющей услуги веб-хостинга со скидкой некоммерческим организациям и малым предприятиям.